# The Twisted Tales of Felix the Cat
The Twisted Tales of Felix the Cat (traducido al español como Los nuevos cuentos de Félix el gato) es una serie animada protagonizada por el clásico personaje animado del Gato Félix, producido para la televisión por Film Roman de 1995 a 1997, y transmitido en la cadena CBS.
Ésta no fue la primera serie animada del gato Félix producida para la televisión; ya en 1958 el antiguo asistente de Otto Messmer, Joe Oriolo realizó aquella serie. El hijo de Joe, Don Oriolo, fue además parte importante del esfuerzo creativo de esta serie de igual manera.
Fue transmitido en Latinoamérica por Cartoon Network de 1997 hasta 2003 y por Boomerang de 2003 a 2006. Es protagonizado por Thom Adcox-Hernandez quien dio voz de Félix. Más tarde, fue reemplazado por Charlie Adler.

## Trama
En muchas formas, esta versión regresa a su antigua gloria del cine mudo presentando tramas sin sentido, ambientaciones surrealistas y descripciones originales de los personajes. Félix es además algo más como su original maliciosa forma adulta, más que la de la joven e inocente descripción del personaje en las décadas de 1930 y 1950 pero con elementos de la vida moderna. y algunos elementos de la película de 1988, Felix el gato: la película. conteniendo también objetos derivados de sus series de televisión como su bolso mágico y al genio Pointdexter.
El tema principal fue compuesto por Don Oriolo. La partitura musical y la música de cierre fue compuesta por el Club Foot Orchestra (Gino Robair como director musical; Deirdre McClure, conductor).
El productor ejecutivo de esta serie fue Phil Roman y el productor fue Timothy Berglund. Tienen la fama de ser uno de los dibujos animados más caros hechos por Film Roman.
Un número reducido de episodios se encuentran editados en VHS por BMG Video y Universal Studios Home Entertainment y en DVD y VCD con el título "The Twisted Tales Of Felix The Cat II" en Hong Kong así como 13 episodios escritos exclusivamente para YouTube.